# Histona acetiltransferase

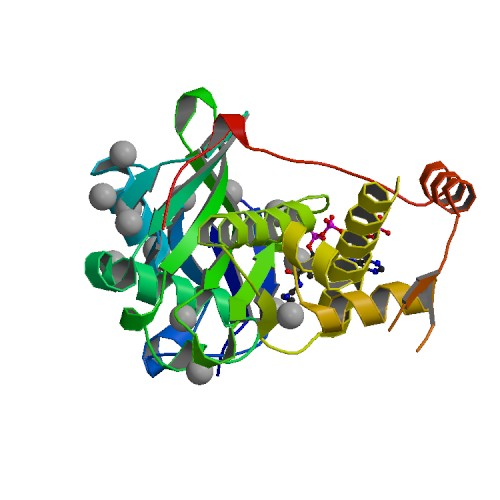
Snapshot da enzima MYST histona acetiltransferase 1 adquirida através do método de difração de raio-x

As histona acetiltransferases (HAT) são enzimas que acetilam resíduos conservados de lisina em suas ramificações N-terminais em histonas, através da transferência de um grupo acetil da Coenzima A, formando-se ε-N-acetil-lisina. O DNA está associado a histonas e, por transferência de um grupo acetil para estas, além de outros fatores que participam da expressão gênica, os genes podem ser ativados ou desativados. A acetilação das histonas é atribuída à ativação transcricional, silenciamento genético, reparo de DNA e progressão do ciclo celular.
Existem duas teorias de como a acetilação da histona facilitaria a transcrição: a primeira diz que a acetilação da lisina neutralizaria a carga elétrica positiva normalmente presente, reduzindo assim a afinidade entre as histonas e o DNA negativamente carregado, tornando este mais acessível a fatores de transcrição, já a segunda hipótese, que não exclui a primeira, é conhecida como “código da histona” e propõe que a modificação covalente das histonas provê um marcador epigenético para a expressão do gene. No caso da acetilação, isso significa que acetil-lisinas nas terminações das histonas  produz sítios de reconhecimento para fatores envolvidos ou na ativação, ou na repressão da expressão gênica. Sabe-se que existem proteínas, por exemplo HATs Gcn5, PCAF, CCG1 e CBP, cujos bromodomínios conseguem fazer o reconhecimento de resíduos de lisina acetilados presentes em histonas. Esta relação entre os bromodomínios e as histonas promovem a estabilização do estado de acetilação, podendo também, ou em alternativa, regular fatores cromatínicos.
Esta enzima também pode acetilar proteínas não-histônicas, como fatores de transcrição e receptores nucleares.

## Histórico
A acetilação de histona foi descoberta há mais de 30 anos e tem sido correlacionada com a ativação da transcrição. No entanto, a primeira histona acetiltransferase relacionada à transcrição (HAT) não foi identificada até 1996. A versão levedura desta proteína, a Gcn5, foi ligada anteriormente a regulação transcricional através de estudos genéticos e bioquímicos, atuando como um coativador que liga as interações entre proteínas ativadoras e fatores basais de transcrição.
A descoberta de que Gcn5 também possuia atividade HAT imediatamente sugeriu a relação entre essas enzimas e os ativadores transcricionais ligados ao DNA, sendo que esses são responsáveis pelo enriquecimento de acetilados na cromatina ativa.

## Famílias da HAT
De acordo com a sua localização, as histonas pertencem a duas categorias: tipo A, localizada no núcleo celular e relacionada com a expressão gênica. Essa categoria inclui os tipos Gcn5, p300/CBP, e TAFII250. Já as HATs do tipo B, localizam-se no citoplasma e acetilam histonas recém-traduzidas atribuindo a sua funcionalidade no núcleo. Apesar da existência dessa classificação, evidências recentes indicam que algumas dessas enzimas possam funcionar em vários complexos ou localizações, não se delimitando a essa categorização.
De acordo com as sequências que formam os domínios das histonas acetiltransferases, elas são divididas em, pelo menos (varia de acordo com a fonte), quatro famílias diferentes:

### Família MYST
São originalmente nomeadas devido a seus quatro componentes terem sido achados em mamíferos e leveduras (em inglês "yeast"). Essas famílias são caracterizadas pela presença de zinc fingers e cromodomínios. São altamente conservadas nos eucariotos e são responsáveis por significante proporção de toda a acetilação nuclear. Estão envolvidas em processos nucleares chave e assumem papeis fundamentais nas regulações transcricionais específicas de um gene, no reparo de danos no DNA, bem como na replicação do DNA. 
A atividade anômala dessas HATs ou dos complexos a elas associados podem facilmente conduzir a uma má formação celular grave, resultando na morte da célula ou no crescimento incontrolável de malignidades (conduzindo a perigosas formas de câncer humano), evidenciando o papel das HATS na progressão do ciclo celular. 
A família compreende, atualmente, cinco HATs humanas: Tip60, MOZ, MORF, HBO1 e MOF. Suas características em comum são a presença de um domínio MYST altamente conservado composto por um motivo ligante de acetil-CoA e um zinc finger.

### Família GNAT
Para que uma histona acetiltransferase se enquadre nessa família, deve haver a presença de três regiões de sequências de aminoácidos conservados se estendendo a aproximadamente oitenta resíduos. Algumas GNATs compartilham domínios funcionais como, por exemplo, uma região N-terminal de tamanho variável, um domínio acetiltransferase que envolve sequências conservadas de determinados motivos, uma região que interage com o coativador Ada2 e um bromodomínio C-terminal que, possivelmente, interage com resíduos de acetil-lisina.

### Outras famílias
A família p300 é constituída por enzimas que coatuam com a proteína CREB/CBP, a família p300 possui a identidade sequencial mais diferenciada comparada a outras famílias de HATs. CBP e p300 são, juntas, as principais responsáveis pela acetilação global dos resíduos K18 e K27 da histona H3 e contribuem para outros eventos de acetilação das histonas lócus-específicos.
A família de histonas acetiltransferases Rtt 109 é fungo-específica e é necessária para a modificação dos resíduos K9, K27 e K56 da histona H3. Rtt109 é a única entre as acetiltransferases que é ativada por chaperonas de histonas.

## Estrutura Geral
As HATs de mesma família apresentam alta similaridade, mas famílias diferentes possuem pouca ou nenhuma semelhança sequencial. Além disso, cada família HAT parece ter uma preferência específica a um substrato. Diferentes famílias tendem a aparecer em contextos funcionais distintos. Em geral, as HATs são caracterizadas por uma região do núcleo estruturalmente conservada composta por uma folha β em seguida por uma α hélice longa e paralela. A região central, que corresponde aos motivos A, B e D das proteínas GNAT contém segmentos α/β nos N e C-terminais que são estruturalmente exclusivos para uma determinada família HAT. Enquanto o domínio do núcleo central (motivo A nos GNATs) está envolvido na ligação e na catálise de acetil-CoA, os segmentos N e C-terminal ajudam na ligação de substratos de histonas. As características únicas relacionadas à sequência e/ou estrutura das regiões N e C-terminal para diferentes famílias HAT podem ajudar a explicar algumas diferenças observadas entre os HATs na especificidade do substrato das histonas.

## Mecanismos catalíticos
O mecanismo básico catalisado por HATs envolve a transferência de um grupo aceti do acetil-CoA para o grupo ε-amino de uma cadeia lateral de lisina alvo dentro de uma histona. Diferentes famílias de HATs empregam estratégias únicas para efetuar tal transformação. Foram propostos mecanismos catalíticos distintos para as famílias Gcn5 e MYST. Os HATs tipo Gcn5 utilizam um mecanismo sequencial ordenado envolvendo ataque nucleofílico direto da N-e-lisina no acetil-CoA ligado à enzima. Recentemente, enzimas MYST foram identificadas realizando uma rota "ping-pong" de catálise através de um intermediário acetil-cisteína. Neste caso, utiliza-se o prototípico membro da família MYST, a Esa1 e seu complexo fisiológico (piccolo NuA4). As análises cinéticas revelaram um mecanismo cinético que requer a formação de um complexo terminal antes da catálise, onde acetil-CoA se liga primeiro e CoA é o último produto lançado.

## Aplicações clínicas
Nenhuma aplicação clínica para as HATs foi descrita até agora. No entanto, HATs demonstram papéis importantes em doenças, desde o câncer e doenças inflamatórias até desordens neurológicas.
No câncer, HATs mostraram suprimir, bem como estimular o crescimento tumoral e o progresso da doença. A acetilação de histonas leva a um DNA menos condensado e, portanto, ao aumento da transcrição gênica. Se esses genes são (proto-)oncogenes, a hiperacetilação pode acelerar a progressão do câncer, enquanto menos acetilação pode evitar a progressão da doença. A acetilação de uma lisina específica na histona H3 (H3K18) também foi correlacionada com a recorrência de câncer de próstata. 
Níveis menores de H3K18 demonstraram ser vantajosos em pacientes com gliomas. A atuação exata das HATs em quadros de câncer, assim como seus fatores regulatórios ainda estão sob investigação.
A acetilação de histonas e a atividade de HATs estão envolvidas em doenças inflamatórias: as HATs KAT3A e KAT3B mostraram ativar a expressão de interleucinas pró-inflamatórias como IL-5, IL-8, and IL-4. HATs também funcionam como cofatores do NF-κB e ativam atividade transcricional. O próprio NF-κB é acetilado por HATs em várias posições, que influenciam a atividade promotora e a especificidade do complexo proteico. Em pacientes portadores de diabetes tipo II, processos inflamatórios podem aumentar a resistência à insulina. Aparentemente, o NF-kB é recrutado para os promotores gênicos sob condições de diabetes, e um aumento da acetilação das histonas foi observado em monólitos de pacientes diabéticos. As HATs ativam a sinalização inflamatória e podem, dessa forma, ser alvos promissores para o tratamento de doenças inflamatórias.
Mutações ou deleções nos genes da HAT apresentam consequências severas para o desenvolvimento e funcionamento neuronal. Uma mutação nos genes KAT3A e KAT3B causa a síndrome de Rubinstein–Taybi. Essa doença é caracterizada por crescimento deficiente, retardo mental, traços morfológicos típicos, como dedos e hálux largos, e particularidades faciais distintas. Logo, sugere-se que as HATs atuam na maturação neuronal, no desenvolvimento embrionário, na memória, no processo de aprendizagem, e até mesmo na formação óssea.